# Бреликів
Бреликів (пол. Brelików) — село Бещадського повіту Підкарпатського воєводства Республіки Польща. Населення — 210 осіб (2011).

## Розташування
Бреликів знаходиться за 13 км на північний захід від адміністративного центру ґміни Устрик-Долішніх і за 67 км на північний захід від адміністративного центру воєводства Ряшева, за 10 км від державного кордону з Україною. Колишнє бойківське село.

## Історія
Вперше зустрічається в документі 1676 року як власність маршалка Руське воєводства Костянтина-Криштофа Вишневецького. Входило до Ліського ключа Сяніцької землі Руське воєводства.
У 1772-1918 рр. село було у складі Австро-Угорської монархії, у провінції Королівство Галичини та Володимирії. Греко-католики села належали до парафії Ваньківа Ліського деканату Перемишльської єпархії.
У 1919-1939 рр. — у складі Польщі. Село належало до Ліського повіту Львівського воєводства, у 1934-1939 рр. входило до складу ґміни Ропєнка. У 1921 р. в селі нараховувалось 68 будинків і 540 мешканців, з них 220 371 греко-католик, 158 римо-католик і 11 юдеїв. Більшість земель, нафтопромисел і панський маєток належали Голинським, які в 1939 р. в останні години перед приходом Червоної армії втекли через Сян, а тому уникнули виселення на Сибір. Маєток розграбовано, а після війни  в ньому влаштовано держгосп.
На 01.01.1939 в селі було 870 жителів, з них 580 українців-грекокатоликів, 20 українців-римокатоликів, 250 поляків (працівники копальні нафти), 20 євреїв.
У середині вересня 1939 року німці окупували село, однак уже 26 вересня 1939 року мусіли відступити з правобережної частини Сяну, оскільки за пактом Ріббентропа-Молотова правобережжя Сяну належало до радянської зони впливу. 27.11.1939 постановою Президії Верховної Ради УРСР село у складі повіту включене до новоутвореної Дрогобицької області. Територія ввійшла до складу утвореного 17.01.1940 Ліськівського району (районний центр — Лісько). Наприкінці червня 1941, з початком Радянсько-німецької війни, територія знову була окупована німцями, які за три роки окупації винищили євреїв. У серпні 1944 року радянські війська знову оволоділи селом. В березні 1945 року, у рамках підготовки до підписання Радянсько-польського договору про державний кордон зі складу Дрогобицької області правобережжя Сяну включно з селом було передане до складу Польщі. Військо польське і польські банди почали грабувати і вбивати українців, у відповідь на це селяни гуртувались у відділи самооборони. Далі поляками українське населення було піддане етноциду — виселене на територію СРСР в 1945-1946 рр. та в 1947 році під час Операції Вісла депортоване на понімецькі землі. В хати українців поселені поляки і в селі організовано держгосп.
У 1975-1998 роках село належало до Кросненського воєводства.

## Демографія
Демографічна структура станом на 31 березня 2011 року:
|          | Загалом | Допрацездатний вік | Працездатний вік | Постпрацездатний вік |
| -------- | ------- | ------------------ | ---------------- | -------------------- |
| Чоловіки | 112     | 22                 | 81               | 9                    |
| Жінки    | 98      | 17                 | 61               | 20                   |
| Разом    | 210     | 39                 | 142              | 29                   |

## Пам’ятки
- Капличка в оточенні 4 старих дубів.
- Два будинки довоєнної побудови.